# Parafia Świętej Trójcy w Wałczu
Parafia Świętej Trójcy – parafia prawosławna w Wałczu, w dekanacie Koszalin diecezji wrocławsko-szczecińskiej.
Na terenie parafii funkcjonuje 1 cerkiew:
- cerkiew Świętej Trójcy w Wałczu – parafialna

## Historia

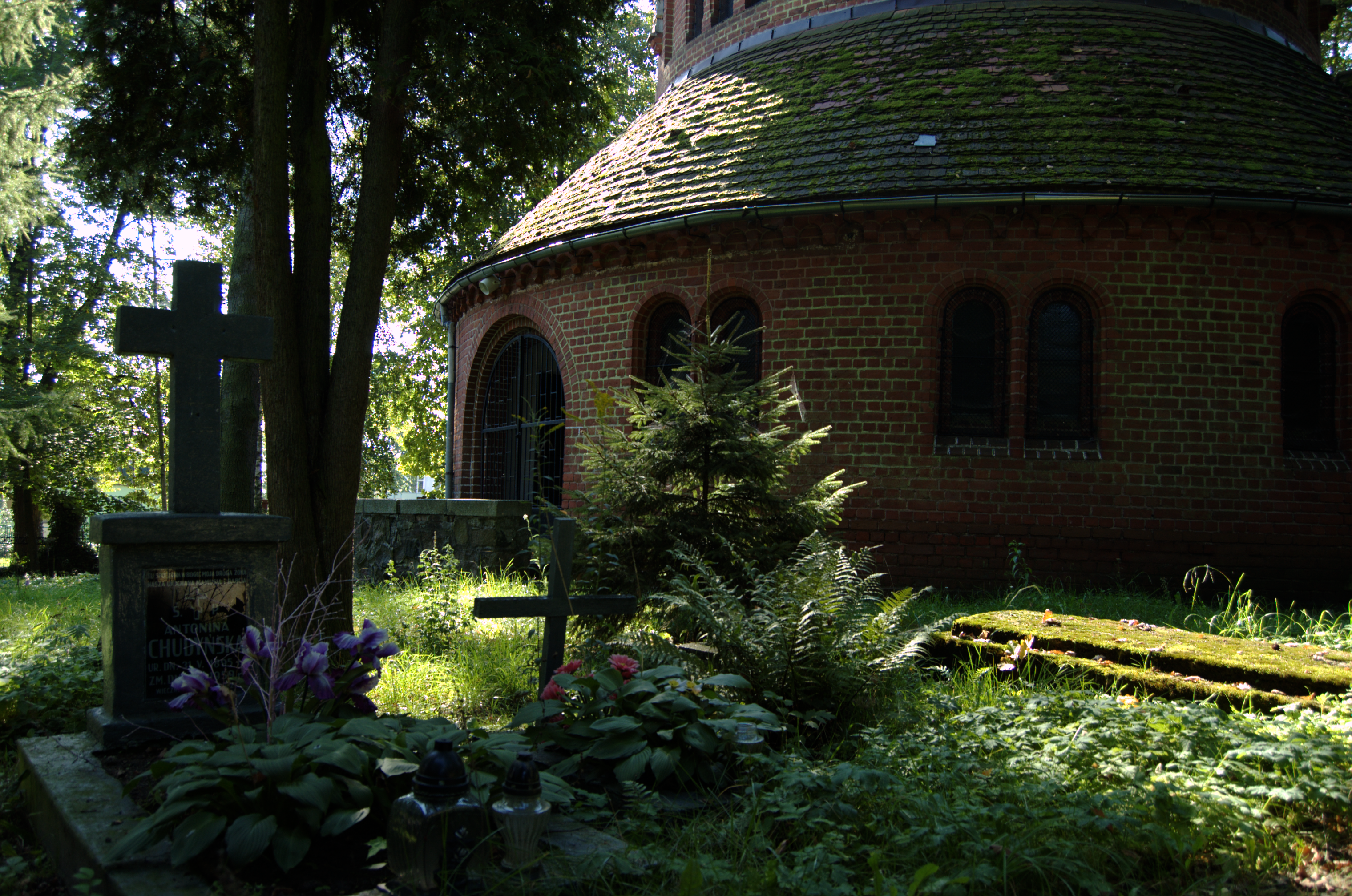
Cerkiew i fragment cmentarza

Pierwsze prawosławne nabożeństwo w Wałczu odprawiono w marcu 1946. Wierni zgromadzali się w mieszkaniu prywatnym (przy ulicy Stefana Żeromskiego 12), aż do pozyskania w 1947 byłej cmentarnej kaplicy ewangelickiej, którą zaadaptowano na cerkiew prawosławną (m.in. umieszczono ikonostas pochodzący z Lubelszczyzny). W tym samym roku erygowano w Wałczu samodzielną parafię, liczącą początkowo 180 osób. Świątynia parafialna w latach 80. i 90. XX w. była gruntownie remontowana. Od 1989 parafia posiada własną kwaterę na miejscowym cmentarzu komunalnym. W 1995 zbudowano dom parafialny.
Wskutek powrotów na ojcowiznę liczba parafian zmniejszyła się i w 2013 wynosiła około 120 osób.

## Inne informacje
Święta stałe w parafii obchodzone są według nowego stylu.

## Wykaz proboszczów
- 1947–1955 – ks. Mikołaj Sokołowski
- 1955–1956 – ks. Aleksander Sadowski
- 1956–1962 – ks. Eugeniusz Lachocki
- 1962–1974 – ks. Jerzy Boreczko
- 1974–2021 – ks. Piotr Żornaczuk
- od 2021 – ks. Artur Graban